# یادمان موش آزمایشگاهی

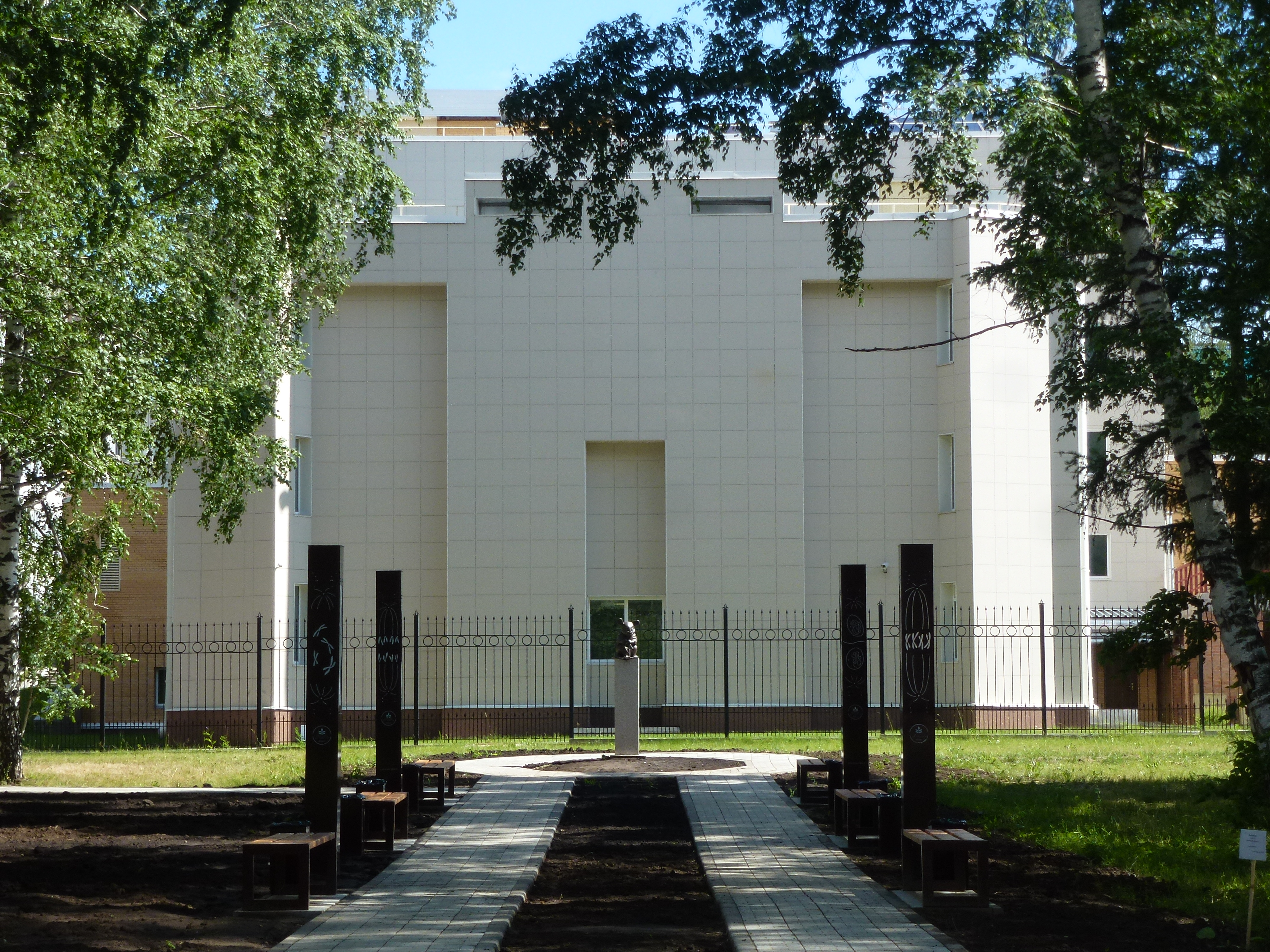
یادمان موش آزمایشگاهی

یادمان موش آزمایشگاهی (روسی: Памятник лабораторной мыши) مجسمه ای در نووسیبیرسک در روسیه است که موشی در حال بافتن یک دی‌ان‌ای نشان می‌دهد. این مجسمه به یاد موش‌هایی که برای درک ژنتیک، شناخت بیماری‌ها و درمانشان در آزمایشگاه‌ها جان داده‌اند ساخته شده‌است.